# Abierto de Chile (tenis)
El Abierto de Chile (denominado comercialmente Movistar Chile Open) es un torneo oficial de tenis masculino realizado en Chile desde 1976, con interrupciones en los períodos que van desde 1984 a 1992, y desde 2015 a 2019. Forma parte del circuito ATP 250. A lo largo de su historia el evento ha sido realizado en las ciudades de Santiago (de 1976 a 1981, de 1993 a 2000, 2010, 2011 y a partir de 2020), periodos en los que fue conocido como Torneo de Santiago, y Viña del Mar (de 1981 a 1983, de 2001 a 2009 y de 2012 a 2014), cuando fue conocido como ATP de Viña del Mar.
Es reconocido como uno de los principales torneos que se disputan en Latinoamérica, y junto a los torneos de Buenos Aires, Córdoba y Río de Janeiro, conforma la denominada Gira Dorada, jugado en el periodo entre el Abierto de Australia y el Masters de Indian Wells, en el verano austral, usualmente en febrero. Cuando lo alberga Santiago, las canchas se caracterizan por su deslizamiento debido al clima mediterráneo continentalizado de estación seca prolongada (invierno lluvioso), mientras que en Viña del Mar, por su lentitud debido al clima mediterráneo oceánico de humedad relativa alta (≈75 %).
En su primera etapa (1976-1983), formó parte del circuito Grand Prix de la Asociación de Tenistas Profesionales (ATP). Tras una década sin disputarse, se reinició (1993-2014), formando parte del ATP World Series y posteriormente del ATP World Tour 250. En 2020 retornó a Chile, nuevamente como parte del ATP Tour 250. Su trofeo consta de seis —como los juegos para ganar un set— láminas triangulares enfiladas escalonada y oblicuamente con bordes irregulares y de tamaño ascendente hechas de cobre —el mineral representativo de Chile—, que simbolizan la cordillera de los Andes —presente a lo largo del país—, sobre un hexaedro negro —color que denota formalidad— con una placa rectangular de cobre.

## Historia

### 1976-1983
En 1976 se creó el primer torneo chileno del Grand Prix, circuito de tenis organizado en 1970 por la Federación Internacional de Tenis. La primera versión del Grand Prix de Santiago se disputó en el Court Central del Estadio Nacional en la depresión intermedia de la comuna de Ñuñoa, localizado a 600 metros de altitud aproximadamente, y entregaba premios de 50.000 dólares de la época. El torneo tuvo como primer ganador al tenista español José Higueras, tras derrotar en la final de 1976 al brasileño Carlos Kirmayr. El torneo se disputó en Santiago hasta 1981, antes de trasladarse a Viña del Mar, y vio también campeonar a los argentinos José Luis Clerc y Guillermo Vilas, además del nacional Hans Gildemeister en dos ocasiones, en 1979 y 1981.
Para las temporadas 1981 y 1983, la competencia se trasladó a Viña del Mar, y tuvo por sede las canchas del Club de Tenis Unión de dicha ciudad. En ella, el paraguayo Víctor Pecci completó su tricampeonato en el torneo, al levantar dos veces el trofeo de individuales en 1981 y 1983, que se añadieron a su logro de 1980, mientras Pedro Rebolledo sumó un nuevo título para los tenistas chilenos en 1982.

### 1993-2014
En 1992, Brasil suspendió sus torneos ATP de Guarujá, Búzios y Maceió. Cuando la ATP resolvió mantener los torneos en Latinoamérica, los hermanos Álvaro y Jaime Fillol decidieron comprar los derechos de organización para realizar uno de esos eventos en Chile. La primera edición fue realizada en el Complejo Deportivo Santa Rosa de Las Condes, en Santiago, en noviembre de 1993. En 1995 se cambió el recinto al Estadio San Carlos de Apoquindo, también en Las Condes. En 1999 el torneo no se realizó por la decisión de la ATP de recalendarizarlo a febrero de 2000. En 2001 el torneo fue movido al Club Naval de Campo Las Salinas en la planicie litoral de Viña del Mar, localizado a nivel del mar.
En la versión de 2007, se introdujo un nuevo formato, el Round Robin que fue propuesto por la ATP para dicha temporada. El torneo tuvo 24 jugadores, divididos en 8 grupos de tres cada uno. Dicho formato no tuvo buena acogida de los tenistas participantes, por lo que al año siguiente se retornó al formato de eliminación directa con un cuadro principal de 32 jugadores (8 provenientes de las clasificaciones). En la temporada 2008 se creó el torneo en categoría femenina —el WTA de Viña del Mar— dentro del calendario de la WTA. Sin embargo, para 2009 la categoría femenina se canceló debido a falta de auspiciadores y el bajo interés del público.
A mediados de 2009, y debido a la crisis económica que sufría la Municipalidad de Viña del Mar, se decidió cambiar la ciudad que alberga el evento. Para 2010, el torneo se trasladó a la localidad de Chicureo en la comuna de Colina, pensando en que sería la sede definitiva del torneo. Sin embargo, debido a problemas de accesos para los espectadores, se replanteó la decisión de volver a cambiar de lugar. El 3 de septiembre de ese mismo año se confirmó que el torneo volvería a las canchas de tenis de San Carlos de Apoquindo para la edición 2011. Sin embargo, en la edición de 2012 el torneo regresó a Las Salinas, en Viña del Mar.
En este período el tenis chileno conoció una generación dorada de jugadores, que a merced de este torneo vieron importantes logros. El más descatado de ellos fue Fernando González, quien obtuvo el título del cértamen de individuales en cuatro oportunidades, en 2002, 2004, 2008 y 2009. Por su parte, Marcelo Ríos y Nicolás Massú fueron subcampeones en cuatro y en dos oportunidades respectivamente. En dobles, Paul Capdeville logró el campeonato de 2007 junto al español Óscar Hernández.
Entre los tenistas internacionales, resaltan los éxitos del brasileño Gustavo Kuerten, quien obtuvo el campeonato de dobles de 1996, y el campeonato simultáneo de dobles e individuales el año 2000; también el argentino José Acasuso, quien igualaría el campeonato simultáneo de dobles e individuales en 2006, además del título de dobles de 2008; y su compatriota Sebastián Prieto, quien además de acompañarlo en los títulos de dobles de 2006 y 2008, anteriormente ya había ganado en la categoría en 1998, y por lo tanto se constituye así en el único tricampeón de dobles en la historia del certamen.
Tras el retiro deportivo de los principales tenistas chilenos de la llamada generación dorada, el torneo dejó de ser rentable, y en julio de 2014 se confirmó que no se realizaría una nueva edición en 2015. Desde 2015 y hasta 2018 fue realizado en Ecuador, y fue conocido como Torneo de Quito, y en 2019 se disputó en Córdoba, Argentina y se conoce como el Torneo de Córdoba.

### 2020-presente
En febrero de 2020 el torneo retornó a Santiago de Chile, reemplazando al Abierto de Brasil. El abierto, ahora denominado Chile Open, es disputado en el Complejo Deportivo San Carlos de Apoquindo en la precordillera de la comuna de Las Condes, localizado a 900 metros de altitud aproximadamente. Producto de la pandemia de COVID-19, en 2021 el torneo tuvo que realizarse sin público. En dicha oportunidad el chileno Cristian Garín se hizo con la victoria en individuales, logrando un nuevo título para los locales en este torneo luego de 12 años. 
En 2024, el torneo fue foco de una controversia que se centró en las deficientes condiciones de la cancha central del Court Jaime Fillol. Jugadores como Roberto Carballés Baena la describieron como "vergonzosa" y peligrosa, señalando el bote irregular de la bola que podría causar lesiones. Otros atletas, incluyendo a Pedro Martínez y Federico Coria, también se quejaron de la superficie "blandita". La directora del torneo, Catalina Fillol, respondió con medidas para mejorar la humedad de la cancha, pero la controversia no se disipó. Estas condiciones influyeron en el juego, afectando la táctica y la seguridad de los jugadores. La situación fue ampliamente debatida en redes sociales y medios, impactando la reputación del evento y planteando interrogantes sobre futuras organizaciones del torneo en Chile.

## Patrocinadores
| Nombre torneo              | Patrocinador          | Años      |
| -------------------------- | --------------------- | --------- |
| Hellmann's Cup             | Hellmann's            | 1994-1996 |
| Chevrolet Cup              | Chevrolet             | 1997-2000 |
| Chevrolet Cup by Bellsouth | Chevrolet / Bellsouth | 2001-2001 |
| Bellsouth Open by Rosen    | Bellsouth / Rosen     | 2002-2005 |
| Movistar Open              | Movistar Chile        | 2006-2011 |
| VTR Open                   | VTR                   | 2012      |
| VTR Open by Cachantún      | VTR / Cachantún       | 2013      |
| Royal Guard Open Chile     | Royal Guard           | 2014      |
| Chile Dove Men+Care Open   | Dove                  | 2020-2022 |
| Movistar Chile Open        | Movistar Chile        | 2023-Act. |

## Participantes
Es uno de los torneos ATP 250 de menor nivel según el lugar que ocupan los tenistas Cabeza de serie en la clasificación de la ATP. Sin embargo durante su existencia tenistas de élite mundial han participado en el torneo. Entre ellos han destacado los exnúmero uno del mundo individual:
- Mats Wilander [11]
- Marcelo Ríos [11]
- Jim Courier
- Carlos Moyá
- Gustavo Kuerten [11]
- Rafael Nadal [11]

Y los alguna vez top 10:
- Nicolás Massú
- Fernando González
- José Higueras
- Carlos Costa
- Emilio Sánchez
- Alberto Berasategui
- Sergi Bruguera
- Albert Costa
- Àlex Corretja
- Félix Mantilla
- David Ferrer
- Tommy Robredo
- Fernando Verdasco
- Nicolás Almagro
- Pablo Carreño
- Guillermo Vilas
- José Luis Clerc
- Alberto Mancini
- Gastón Gaudio
- Guillermo Cañas
- Mariano Puerta
- Guillermo Coria
- David Nalbandian
- Juan Mónaco
- Juan Martín del Potro
- Diego Schwartzman
- Nicolás Lapentti
- Andrés Gómez
- Raúl Ramírez
- Víctor Pecci
- Jiří Novák
- Tommy Haas
- Magnus Norman
- Casper Ruud
- Fabio Fognini
- Dominic Thiem
- Holger Rune
- Frances Tiafoe

## Palmarés

### Individual masculino
El título ha sido ganado diez veces por tenistas de Argentina, nueve de Chile, siete de España, tres de Brasil, tres de Paraguay, uno de República Checa, uno de Italia y uno de Perú.
| 1976                                                                           | José Higueras       | Carlos Kirmayr          | 5-7, 6-4, 6-4       |
| 1977                                                                           | Guillermo Vilas     | Jaime Fillol            | 6-0, 2-6, 6-4       |
| 1978                                                                           | José Luis Clerc     | Víctor Pecci            | 3-6, 6-3, 6-1       |
| 1979                                                                           | Hans Gildemeister   | José Higueras           | 7-5, 5-7, 6-4       |
| 1980                                                                           | Víctor Pecci        | Christophe Freyss       | 4-6, 6-4, 6-3       |
| 1981                                                                           | Hans Gildemeister   | Andrés Gómez            | 6-4, 7-5            |
| Club de Tenis Unión, Viña del Mar (1981-1983)                                  |                     |                         |                     |
| 1981                                                                           | Víctor Pecci        | José Higueras           | 6-4, 6-0            |
| 1982                                                                           | Pedro Rebolledo     | Raúl Ramírez            | 6-4, 3-6, 7-6       |
| 1983                                                                           | Víctor Pecci        | Jaime Fillol            | 2-6, 7-5, 6-4       |
| Santa Rosa de Las Condes y Complejo Mario Caracci Onetto, Santiago (1993-2000) |                     |                         |                     |
| 1993                                                                           | Javier Frana        | Emilio Sánchez Vicario  | 7-5, 3-6, 6-3       |
| 1994                                                                           | Alberto Berasategui | Francisco Clavet        | 6-3, 6-4            |
| 1995                                                                           | Slava Dosedel       | Marcelo Ríos            | 7-6(3), 6-3         |
| 1996                                                                           | Hernán Gumy         | Marcelo Ríos            | 6-4, 7-5            |
| 1997                                                                           | Julián Alonso       | Marcelo Ríos            | 6-2, 6-1            |
| 1998                                                                           | Francisco Clavet    | Younes El Aynaoui       | 6-2, 6-4            |
| 2000                                                                           | Gustavo Kuerten     | Mariano Puerta          | 7-6(3), 6-3         |
| Club Naval de Campo de Las Salinas, Viña del Mar (2001-2009)                   |                     |                         |                     |
| 2001                                                                           | Guillermo Coria     | Gastón Gaudio           | 4-6, 6-2, 7-5       |
| 2002                                                                           | Fernando González   | Nicolás Lapentti        | 6-3, 6-7(5), 7-6(4) |
| 2003                                                                           | David Sánchez Muñoz | Marcelo Ríos            | 1-6, 6-3, 6-3       |
| 2004                                                                           | Fernando González   | Gustavo Kuerten         | 6-4, 6-4            |
| 2005                                                                           | Gastón Gaudio       | Fernando González       | 6-3, 6-4            |
| 2006                                                                           | José Acasuso        | Nicolás Massú           | 6-4, 6-3            |
| 2007                                                                           | Luis Horna          | Nicolás Massú           | 7-5, 6-3            |
| 2008                                                                           | Fernando González   | Juan Mónaco             | ret.                |
| 2009                                                                           | Fernando González   | José Acasuso            | 6-1, 6-3            |
| Club de Golf Haciencia Chicureo, Colina, Santiago (2010)                       |                     |                         |                     |
| 2010                                                                           | Thomaz Bellucci     | Juan Mónaco             | 6-2, 0-6, 6-4       |
| Complejo Mario Caracci Onetto, Santiago (2011)                                 |                     |                         |                     |
| 2011                                                                           | Tommy Robredo       | Santiago Giraldo        | 6-2, 2-6, 7-6(5)    |
| Club Naval de Campo de Las Salinas, Viña del Mar (2012-2014)                   |                     |                         |                     |
| 2012                                                                           | Juan Mónaco         | Carlos Berlocq          | 6-3, 6-7(1), 6-1    |
| 2013                                                                           | Horacio Zeballos    | Rafael Nadal            | 6-7(2), 7-6(6), 6-4 |
| 2014                                                                           | Fabio Fognini       | Leonardo Mayer          | 6-2, 6-4            |
| Complejo Mario Caracci Onetto, Santiago (2020-presente)                        |                     |                         |                     |
| 2020                                                                           | Thiago Seyboth Wild | Casper Ruud             | 7-5, 4-6, 6-3       |
| 2021                                                                           | Christian Garín     | Facundo Bagnis          | 6-4, 6-7(3), 7-5    |
| 2022                                                                           | Pedro Martínez      | Sebastián Báez          | 4-6, 6-4, 6-4       |
| 2023                                                                           | Nicolás Jarry       | Tomás Martín Etcheverry | 6-7(5), 7-6(5), 6-2 |
| 2024                                                                           | Sebastián Báez      | Alejandro Tabilo        | 3-6, 6-0, 6-4       |
| 2025                                                                           | Laslo Djere         | Sebastián Báez          | 6-4, 3-6, 7-5       |

### Dobles masculino
El título ha sido ganado quince veces por tenistas de Argentina, diez de Chile, ocho de Brasil, ocho de España, cinco de Italia, cuatro de Chequia, tres de Australia, dos de Austria, dos de Ecuador, uno de Estados Unidos, uno de México, uno de Países Bajos, uno de Paraguay, uno de Polonia, uno de Portugal, uno de Rumania, uno de Suecia y uno de Uruguay.
| 1976                                                         | Patricio Cornejo Hans Gildemeister     | Lito Álvarez Belus Prajoux            | 6-3, 7-6          |
| 1977                                                         | Patricio Cornejo Jaime Fillol          | Henry Bunis Paul McNamee              | 5-7, 6-1, 6-1     |
| 1978                                                         | Hans Gildemeister Víctor Pecci         | Álvaro Fillol Jaime Fillol            | 6-4, 6-3          |
| 1979                                                         | Final suspendida                       | Final suspendida                      | Final suspendida  |
| 1980                                                         | Belus Prajoux Ricardo Ycaza            | Carlos Kirmayr João Soares            | 4-6, 7-6, 6-4     |
| 1981                                                         | Hans Gildemeister Andrés Gómez         | Ricardo Cano Belus Prajoux            | 6-2, 7-6          |
| Club de Tenis Unión, Viña del Mar (1981-1983)                |                                        |                                       |                   |
| 1981                                                         | David Carter Paul Kronk                | Andrés Gómez Belus Prajoux            | 6-1, 6-2          |
| 1982                                                         | Manuel Orantes Raúl Ramírez            | Guillermo Aubone Ángel Giménez        | ret.              |
| 1983                                                         | Hans Gildemeister Belus Prajoux        | Julio Goes Ney Keller                 | 6-3, 6-1          |
| Santa Rosa y San Carlos de Apoquindo, Santiago (1993-2000)   |                                        |                                       |                   |
| 1993                                                         | Mike Bauer David Rikl                  | Christer Allgardh Brian Devening      | 7-6, 6-4          |
| 1994                                                         | Karel Novacek Mats Wilander            | Tomás Carbonell Francisco Roig        | 4-6, 7-6, 7-6     |
| 1995                                                         | Jiří Novák David Rikl                  | Shelby Cannon Francisco Montana       | 6-4, 4-6, 6-1     |
| 1996                                                         | Gustavo Kuerten Fernando Meligeni      | Albert Portas Dinu Pescariu           | 6-4, 6-2          |
| 1997                                                         | Jan Hendrik Davids Andrew Kratzmann    | Julián Alonso Nicolás Lapentti        | 7-6, 5-7, 6-4     |
| 1998                                                         | Mariano Hood Sebastián Prieto          | Massimo Bertolini Devin Bowen         | 7-6, 6-7, 7-6     |
| 2000                                                         | Gustavo Kuerten Antônio Prieto         | Lan Bale Piet Norval                  | 6-2, 6-4          |
| Club Naval de Campo de Las Salinas, Viña del Mar (2001-2009) |                                        |                                       |                   |
| 2001                                                         | Lucas Arnold Tomás Carbonell           | Mariano Hood Sebastián Prieto         | 6-4, 2-6, 6-3     |
| 2002                                                         | Gastón Etlis Martín Rodríguez          | Lucas Arnold Luis Lobo                | 6-3, 6-4          |
| 2003                                                         | Agustín Calleri Mariano Hood           | František Čermák Leoš Friedl          | 6-3, 1-6, 6-4     |
| 2004                                                         | Juan Ignacio Chela Gastón Gaudio       | Nicolás Lapentti Martín Rodríguez     | 7-6(2), 7-6(3)    |
| 2005                                                         | David Ferrer Santiago Ventura          | Gastón Etlis Martín Rodríguez         | 6-3, 6-4          |
| 2006                                                         | José Acasuso Sebastián Prieto          | František Čermák Leoš Friedl          | 7-6(2), 6-4       |
| 2007                                                         | Paul Capdeville Óscar Hernández        | Albert Montañés Rubén Ramírez Hidalgo | 4-6, 6-4, [10-6]  |
| 2008                                                         | José Acasuso Sebastián Prieto          | Máximo González Juan Mónaco           | 6-1, 3-0, ret.    |
| 2009                                                         | Pablo Cuevas Brian Dabul               | František Čermák Michal Mertinak      | 6-3, 6-3          |
| Club de Golf Haciencia Chicureo, Colina, Santiago (2010)     |                                        |                                       |                   |
| 2010                                                         | Lukasz Kubot Oliver Marach             | Potito Starace Horacio Zeballos       | 6-4, 6-0          |
| San Carlos de Apoquindo, Santiago (2011)                     |                                        |                                       |                   |
| 2011                                                         | Marcelo Melo Bruno Soares              | Lukasz Kubot Oliver Marach            | 6-3, 7-6(3)       |
| Club Naval de Campo de Las Salinas, Viña del Mar (2012-2014) |                                        |                                       |                   |
| 2012                                                         | Frederico Gil Daniel Gimeno            | Pablo Andújar Carlos Berlocq          | 1-6, 7-5, [12-10] |
| 2013                                                         | Paolo Lorenzi Potito Starace           | Rafael Nadal Juan Mónaco              | 6-2, 6-4          |
| 2014                                                         | Oliver Marach Florin Mergea            | Juan Sebastián Cabal Robert Farah     | 6-3, 6-4          |
| San Carlos de Apoquindo, Santiago (2020-2023)                |                                        |                                       |                   |
| 2020                                                         | Roberto Carballés Alejandro Davidovich | Marcelo Arévalo Jonny O'Mara          | 7-6(3), 6-1       |
| 2021                                                         | Simone Bolelli Máximo González         | Federico Delbonis Jaume Munar         | 7-6(4), 6-4       |
| 2022                                                         | Rafael Matos Felipe Meligeni Alves     | André Göransson Nathaniel Lammons     | 7-6(8), 7-6(3)    |
| 2023                                                         | Andrea Pellegrino Andrea Vavassori     | Thiago Seyboth Wild Matías Soto       | 6-4, 3-6, [12-10] |
| 2024                                                         | Tomás Barrios Alejandro Tabilo         | Orlando Luz Matías Soto               | 6-2, 6-4          |
| 2025                                                         | Nicolás Barrientos Rithvik Bollipalli  | Máximo González Andrés Molteni        | 6-3, 6-2          |

## Ganadores múltiples
En este recuento se consideran todos los títulos individuales, pero en el caso de los títulos en dobles se cuentan, siempre y cuando, el jugador tenga más de dos finales disputadas. 
| País                                                                                          | Tenista             | Individual | Individual | Dobles  | Dobles  | Total   | Total   | Títulos                            |
| País                                                                                          | Tenista             | Títulos    | Segundo    | Títulos | Segundo | Títulos | Segundo | Títulos                            |
| --------------------------------------------------------------------------------------------- | ------------------- | ---------- | ---------- | ------- | ------- | ------- | ------- | ---------------------------------- |
| Bandera de Chile                                                                              | Hans Gildemeister   | 2          | 0          | 4       | 0       | 6       | 0       | 1976, 1978, 1979, 1981, 1981, 1983 |
| Bandera de Chile                                                                              | Fernando González   | 4          | 1          | 0       | 0       | 4       | 1       | 2002, 2004, 2008, 2009             |
| Bandera de Paraguay                                                                           | Víctor Pecci        | 3          | 1          | 1       | 0       | 4       | 1       | 1978, 1980, 1981, 1983             |
| Bandera de Brasil                                                                             | Gustavo Kuerten     | 1          | 1          | 2       | 0       | 3       | 1       | 1996, 2000, 2000                   |
| Bandera de Argentina                                                                          | José Acasuso        | 1          | 1          | 2       | 0       | 3       | 1       | 2006, 2006, 2008                   |
| Bandera de Argentina                                                                          | Sebastián Prieto    | 0          | 0          | 3       | 1       | 3       | 1       | 1998, 2006, 2008                   |
| Bandera de Chile                                                                              | Belus Prajoux       | 0          | 0          | 2       | 3       | 2       | 3       | 1980, 1983                         |
| Bandera de Argentina                                                                          | Gastón Gaudio       | 1          | 1          | 1       | 0       | 2       | 1       | 2004, 2005                         |
| Bandera de Argentina                                                                          | Mariano Hood        | 0          | 0          | 2       | 1       | 2       | 1       | 1998, 2003                         |
| Bandera de Austria                                                                            | Oliver Marach       | 0          | 0          | 2       | 1       | 2       | 1       | 2010, 2014                         |
| Bandera de Chile                                                                              | Patricio Cornejo    | 0          | 0          | 2       | 0       | 2       | 0       | 1976, 1977                         |
| Bandera de República Checa                                                                    | David Rikl          | 0          | 0          | 2       | 0       | 2       | 0       | 1993, 1995                         |
| Bandera de Argentina                                                                          | Juan Mónaco         | 1          | 2          | 0       | 2       | 1       | 4       | 2012                               |
| Bandera de Chile                                                                              | Jaime Fillol        | 0          | 2          | 1       | 2       | 1       | 4       | 1977                               |
| Bandera de España                                                                             | José Higueras       | 1          | 2          | 0       | 1       | 1       | 3       | 1976                               |
| Bandera de Ecuador                                                                            | Andrés Gómez        | 0          | 1          | 1       | 1       | 1       | 2       | 1981                               |
| Bandera de Argentina                                                                          | Martín Rodríguez    | 0          | 0          | 1       | 2       | 1       | 2       | 2002                               |
| Bandera de España                                                                             | Francisco Clavet    | 1          | 1          | 0       | 0       | 1       | 1       | 1998                               |
| Bandera de España                                                                             | Julián Alonso       | 1          | 0          | 0       | 1       | 1       | 1       | 1997                               |
| Bandera de Argentina                                                                          | Horacio Zeballos    | 1          | 0          | 0       | 1       | 1       | 1       | 2013                               |
| Bandera de Brasil                                                                             | Thiago Seyboth Wild | 1          | 0          | 0       | 1       | 1       | 1       | 2020                               |
| Bandera de México                                                                             | Raúl Ramírez        | 0          | 1          | 1       | 0       | 1       | 1       | 1982                               |
| Bandera de Argentina                                                                          | Lucas Arnold Ker    | 0          | 0          | 1       | 1       | 1       | 1       | 2001                               |
| Bandera de España                                                                             | Tomás Carbonell     | 0          | 0          | 1       | 1       | 1       | 1       | 2001                               |
| Bandera de Argentina                                                                          | Gastón Etlis        | 0          | 0          | 1       | 1       | 1       | 1       | 2002                               |
| Bandera de Polonia                                                                            | Lukasz Kubot        | 0          | 0          | 1       | 1       | 1       | 1       | 2010                               |
| Bandera de Argentina                                                                          | Máximo González     | 0          | 0          | 1       | 1       | 1       | 1       | 2021                               |
| Bandera de Argentina                                                                          | Sebastián Báez      | 1          | 1          | 0       | 0       | 1       | 1       | 2024                               |
| Bandera de Chile                                                                              | Pedro Rebolledo     | 1          | 0          | 0       | 0       | 1       | 0       | 1982                               |
| Bandera de Argentina                                                                          | Guillermo Vilas     | 1          | 0          | 0       | 0       | 1       | 0       | 1977                               |
| Bandera de Argentina                                                                          | José Luis Clerc     | 1          | 0          | 0       | 0       | 1       | 0       | 1978                               |
| Bandera de Argentina                                                                          | Javier Frana        | 1          | 0          | 0       | 0       | 1       | 0       | 1993                               |
| Bandera de España                                                                             | Alberto Berasategui | 1          | 0          | 0       | 0       | 1       | 0       | 1994                               |
| Bandera de República Checa                                                                    | Slava Dosedel       | 1          | 0          | 0       | 0       | 1       | 0       | 1995                               |
| Bandera de Argentina                                                                          | Hernán Gumy         | 1          | 0          | 0       | 0       | 1       | 0       | 1996                               |
| Bandera de Argentina                                                                          | Guillermo Coria     | 1          | 0          | 0       | 0       | 1       | 0       | 2001                               |
| Bandera de España                                                                             | David Sánchez Muñoz | 1          | 0          | 0       | 0       | 1       | 0       | 2003                               |
| Bandera de Perú                                                                               | Luis Horna          | 1          | 0          | 0       | 0       | 1       | 0       | 2007                               |
| Bandera de Brasil                                                                             | Thomaz Bellucci     | 1          | 0          | 0       | 0       | 1       | 0       | 2010                               |
| Bandera de España                                                                             | Tommy Robredo       | 1          | 0          | 0       | 0       | 1       | 0       | 2011                               |
| Bandera de Italia                                                                             | Fabio Fognini       | 1          | 0          | 0       | 0       | 1       | 0       | 2014                               |
| Bandera de Chile                                                                              | Christian Garín     | 1          | 0          | 0       | 0       | 1       | 0       | 2021                               |
| Bandera de España                                                                             | Pedro Martínez      | 1          | 0          | 0       | 0       | 1       | 0       | 2022                               |
| Bandera de Chile                                                                              | Nicolás Jarry       | 1          | 0          | 0       | 0       | 1       | 0       | 2023                               |
| Notas: - Años en negrita, títulos en individuales; años en formato normal, títulos en dobles. |                     |            |            |         |         |         |         |                                    |

### Publicaciones
- Mario Cavalla (2006). Historia del tenis en Chile, 1882-2006. Ocho Libros Editores. ISBN 956-8018-26-3.